# بند شرام
بند شرام (به لاتین: Band-e Sheram) یک منطقهٔ مسکونی در افغانستان است که در ولایت بلخ واقع شده‌است.